# Сосновка (Коноський район)
Сосновка (рос. Сосновка) — селище в Коноському районі Архангельської області Російської Федерації.
Населення становить 306 осіб. Входить до складу муніципального утворення селище Мирний.

## Історія
Від 2004 року входить до складу муніципального утворення селище Мирний.

## Населення
| 2002 | 2010 | 2012 |
| ---- | ---- | ---- |
| 310  | ↗321 | ↘306 |